# Vochma
Vochma (rusky Вохма) je řeka v Kostromské oblasti v Rusku. Je dlouhá 219 km. Povodí řeky má rozlohu 5 560 km².

## Průběh toku
Pramení na Severních Úvalech v bažinaté krajině. Teče v široké dolině s nízkými břehy. Ústí zprava do Vetlugy (povodí Volhy) na 682 říčním kilometru.

## Vodní režim
Na jaře se značně rozvodňuje.

## Využití
Je splavná pro vodáky.